# Vrhpolje pri Moravčah
Vrhpolje pri Moravčah este o localitate din comuna Moravče, Slovenia, cu o populație de 195 de locuitori.